# 61街-伍德賽德車站
61街-伍德賽德車站（英語：61st Street–Woodside station），在R188型列車上以「伍德賽德-61街車站」（英語：Woodside–61st Street station）報站，是美國紐約地鐵IRT法拉盛線的一個快車地鐵站，位於皇后區伍德賽德61街及羅斯福大道交界，設有7號線（任何時候停站）列車服務，而繁忙時段的尖峰方向還有開行<7>列車。

## 歷史
61街-伍德賽德車站在1917年4月21日以「伍德賽德車站」（Woodside）的名義啟用，是IRT法拉盛線延長至103街-可樂娜廣場車站的一部分。而長島鐵路車站部分早在1869年啟用。
61街的月台於1955－1956年延長以容許11節列車。

## 車站結構
| 3F 法拉盛線月台 | 南行                  | 往34街-哈德遜調車場（52街） |
| 3F 法拉盛線月台 | 島式月台，左/右側開門 | |
| 3F 法拉盛線月台 | 尖峰特快              | 往34街-哈德遜調車場（早上尖峰時段）（皇后區廣場） · 往法拉盛-緬街（黃昏尖峰時段）（交匯林蔭路） |
| 3F 法拉盛線月台 | 島式月台，左/右側開門 | |
| 3F 法拉盛線月台 | 北行                  | 往法拉盛-緬街（69街） |
| 2F              | 夾層                  | 地鐵和長島鐵路的樓梯、車站詢問處、MetroCard自動售票機 Multiple accessible entrances: - 升降機位於羅斯福大道及61街東北角 - Ramp to westbound Port Washington Branch platform from 63rd Street and Trimble Road - Ramp to eastbound Main Line platform from dead end at 62nd Street near Woodside Avenue |
| 1F 長島鐵路月台 | C月台，右側開門       | C月台，右側開門 |
| 1F 長島鐵路月台 | 1 PW                  | 華盛頓港支線 往賓州車站（總站） |
| 1F 長島鐵路月台 | 2 PW                  | 華盛頓港支線 往大頸/華盛頓港（大頸（尖峰時段）；大都會-威利斯角（遊戲日）；法拉盛-緬街（其他時間）） |
| 1F 長島鐵路月台 | B月台，左/右側開門    | |
| 1F 長島鐵路月台 | 3                     | 主線 慢車往賓州車站（總站） |
| 1F 長島鐵路月台 | 1                     | 主線 快車不停靠 |
| 1F 長島鐵路月台 | 2                     | 主線 快車不停靠 |
| 1F 長島鐵路月台 | 4                     | 主線 慢車經牙買加往長島目的地（森林小丘） |
| 1F 長島鐵路月台 | A月台，右側開門       | |
| G               | 街道                  | 出入口 |

此車站設有兩個島式月台和三條軌道。兩條外側軌道由7號線（任何時候停站），而中央雙方向軌道由繁忙時段尖峰方向時由<7>號線快車使用。月台下方中央設有一個夾層，並各設有一個新的無障礙通行升降機通往各個月台。
藝術品包括John Cavanagh的「Commuting/Community」（1986年），位於鄰近前往長島鐵路4號軌道的樓梯，以及Dimitri Gerakaris的「Woodside Continuum」（1999年），成為付費區和非付費區柵欄的一部分。

### 出口
出入口由長樓梯直達羅斯福大道和61街交叉點的街道層，以及經長島鐵路月台前往其他鄰近地點。該交叉點的東北角設有升降機，而東南角設有一條只供進入的扶手電梯。長島鐵路的伍德賽德車站位於法拉盛線車站正下方；任何三個長島鐵路月台都可直接由夾層前往。

## 大眾文化
1980年約翰·卡薩維茲的電影《Gloria》以及2013年科恩兄弟的電影《醉鄉民謠》中，此站都是拍攝場景。

## 外部連結
- nycsubway.org—IRT Flushing Line: 61st Street/Woodside
- nycsubway.org — Commuting/Community Artwork by John Cavanagh (1986)（页面存档备份，存于）
- nycsubway.org — Woodside Continuum Artwork by Dimitri Gerakaris (1999)（页面存档备份，存于）
- Station Reporter — 7 Train
- The Subway Nut — 61st Street–Woodside Pictures（页面存档备份，存于）
- MTA's Arts For Transit — Woodside–61st Street (IRT Flushing Line)
- 61st Street entrance from Google Maps Street View（页面存档备份，存于）
- Station as seen from the LIRR platforms from Google Maps Street View （页面存档备份，存于）
- Platforms from Google Maps Street View （页面存档备份，存于）